# كأس تركمانستان 2013
كأس تركمانستان 2013 هو موسم من South Baden Cup ‏. كان عدد الأندية المشاركة فيه 10، وفاز فيه نادي أهال.